# Randall Behr
Randall Behr (Modesto, 27 de març de 1952 - Bloomington, Indiana, 8 de setembre de 2005) fou un director d'orquestra estatunidenc.
Va estudiar a la Universitat del Pacífic, va treballar a l'Òpera de San Francisco i a l'Òpera Long Beach. De 1988 a 1995 va actuar a l'Òpera de Los Angeles, on va treballar amb Plácido Domingo. Més recentment, va treballar a l'Escola de Música de la Universitat d'Indiana. Va morir inesperadament d'un atac de cor el 2005.